# Frank Berger
Frank (Frans) Wilhelm Berger, född 18 mars 1846 i Stockholm, död 2 mars 1916 i Minneapolis, var en svensk-amerikansk figur- och ornamentshuggare.
Berger kom som tjugoåring till Hamburg där han studerade bildhuggeri för Carl Börner, varefter han fortsatte studierna i Berlin, Wien och Paris. Han emigrerade till Amerika 1871 och var under ett decennium verksam som ornamentshuggare i New York och Philadelphia. Han flyttade 1881 till Chicago och fortsatte vidare till Minneapolis 1883 för att slutligen bosätta sig i Saint Paul där han var verksam som lärare i modellering och utövande konstnär.

## Fotnoter
1. ↑  Andreas Beyer & Bénédicte Savoy (red.), Artists of the World Online, K.G. Saur Verlag och Walter de Gruyter, 2009, 10.1515/AKL, Artists of the World konstnärs-ID: 10118668.[källa från Wikidata]